# David F. Houston
Pour les articles homonymes, voir Houston (homonymie).
David Franklin Houston, né le 17 février 1866 à Monroe (Caroline du Nord) et mort le 2 septembre 1940 à New York, est un homme politique américain. Membre du Parti démocrate, il est secrétaire à l'Agriculture entre 1913 et 1920 puis secrétaire au Trésor entre 1920 et 1921 dans l'administration du président Woodrow Wilson.

## Source
- (en) Cet article est partiellement ou en totalité issu de l’article de Wikipédia en anglais intitulé « David F. Houston » (voir la liste des auteurs).